# لوردستاون
لوردستاون (به انگلیسی: Lordstown) یک شرکت خودروسازی آمریکایی است، که در سال ۲۰۱۸ تأسیس شد.